# Оттер, Уильям Диллон
Сэр Уильям Диллон Оттер (англ. Sir William Dillon Otter; 3 декабря 1843 — 6 мая 1929) — офицер канадской армии, первый начальник Генерального штаба армии, рождённый на территории Канады.

## Биография
Уильям Диллон Оттер родился в Верхней Канаде. Начинал работать клерком, но в 1864 году вступил в ряды милиции в городе Торонто. В 1866 году в звании капитана был направлен в Королевские Ружья Канады, один из самых известных милицейских полков страны.
Оттер принял участие в обороне Канады во время фенианских набегов. К 1883 году возглавил военное пехотное училище в Торонто. Когда началось восстание метисов, Оттер был направлен в Саскачеван в ранге подполковника. 2 мая 1885 года его войско атаковало индейский лагерь вождя Паундмейкера, чья община обвинялась в убийстве индейского агента и разграблении Батлфорда. В последующем сражении равнинные кри и ассинибойны, возглавляемые военным вождём кри Прекрасным Днём, разбили солдат Оттера, при том, что численность индейских воинов была в 7 раз меньше. Неудачные действия подполковника не помешали ему в дальнейшей карьере военного. 
В 1890 году он основал Королевский канадский военный институт. Через три года Оттер был назначен первым командующим Королевским канадским пехотным полком. Он возглавил этот полк во время Второй англо-бурской войны. В 1910 году вышел в отставку, но с началом Первой мировой войны вернулся в армию. В 1913 году был посвящён в рыцари, а в 1923 году ему было присвоено звание генерала.
Уильям Диллон Оттер скончался 6 мая 1929 года в Онтарио.